# Kősó
A kősó (halit) az üledékes kőzetek közé tartozik, az evaporitok gyűjtőcsoportjában. A régi üledékes rendszertan szerint vegyi üledék, a mai besorolása alapján intrabazinális üledékes kőzet. Természetes eredetű, kémiailag egyetlen képlettel leírható, vagyis ásványként is meghatározható. 2018-ban a 2019-es év ásványának jelölték a galenit és az olivin társaságában. Viszont a galenit lett a győztes.

## Általános jellemzői
A kősó a vízmentes halogenidek halitos csoportjába tartozik, képlete NaCl, kémiai neve: nátrium-klorid. A konyhasótól jelentősen különbözik abban, hogy mindig szennyeződik más evaporitokkal, illetve törmelékes vagy szerves üledékkel.

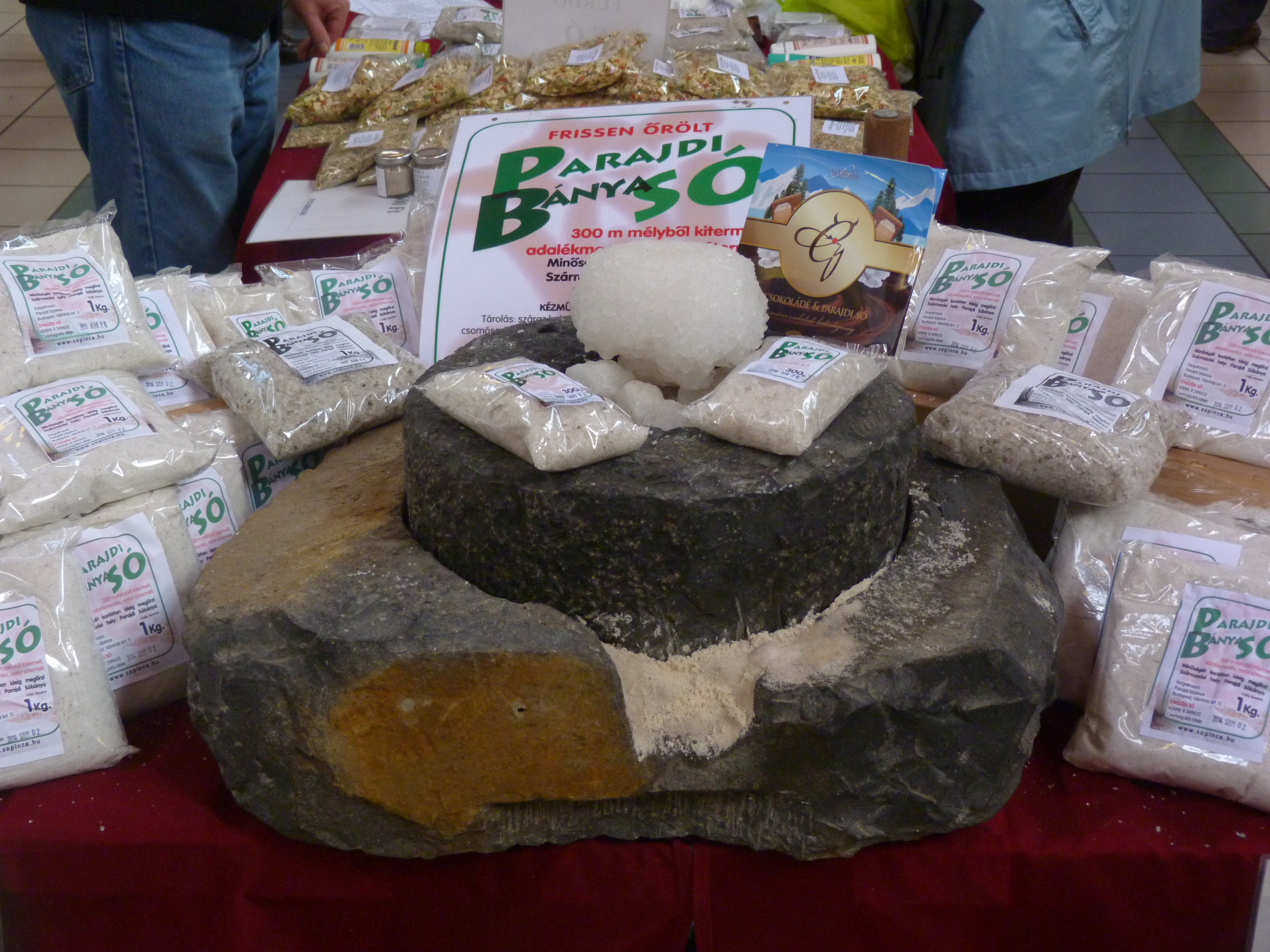
Parajdi só Budapesten, a Nagyvásárcsarnokban

Kristályszerkezete szabályos (tesszerális, vagy köbös), hexaéderes vagy oktaéderes kristályokat alkot, hasadása kiváló. Átlátszó, áttetsző vagy üvegfényű, karcszíne fehér. Nedvszívó képessége kicsi, de magnézium-szennyeződés esetén higroszkópiája megnő. Mohs-skála szerinti keménysége 2.

## Keletkezése
A kősó tengervízből vagy sós tavak vizéből jön létre bepárlódással vagy permetképződéssel.